# زلزال جاوة الوسطى 1943
زلزال جاوة الوسطى 1943 هو زلزالٌ وقعَ في جاوة الوسطى في إندونيسيا بتاريخ 23 يوليو 1943.